# سيباستيان صامويلسون
سيباستيان صامويلسون (بالسويدية: Sebastian Samuelsson)‏ هو متسابق بياثل سويدي، ولد في 28 مارس 1997 في Katrineholm ‏ في السويد.

## وصلات خارجية
- سيباستيان صامويلسون على موقع IBU (الإنجليزية)
- سيباستيان صامويلسون على موقع الاتحاد الدولي للتزلج (التزلج الريفي) (الإنجليزية)
- سيباستيان صامويلسون على موقع اللجنة الأولمبية الدولية (الإنجليزية)
- سيباستيان صامويلسون على موقع أوليمبيديا (الإنجليزية)
- سيباستيان صامويلسون على موقع اللجنة الأولمبية السويدية (السويدية)